# Il Mulino (rivista)
Il Mulino. Rivista di cultura e di politica è una rivista italiana di attualità, politica, società ed economia. Ha periodicità trimestrale e fa parte del network di riviste culturali europee Eurozine.

## Storia

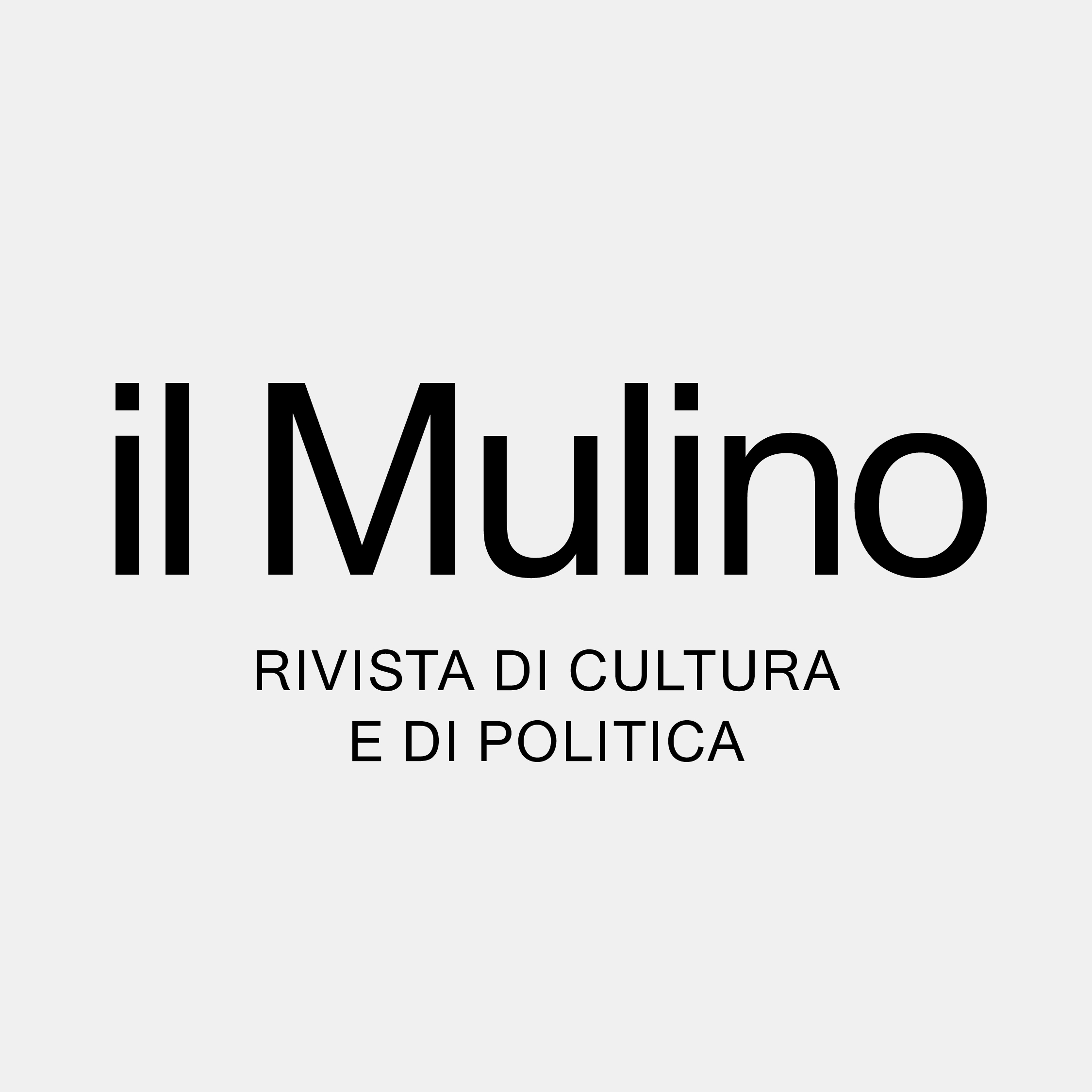
Il logo sui profili social della rivista «il Mulino».

Il 25 aprile 1951, per iniziativa di Fabio Luca Cavazza, esce a Bologna il primo numero de «il Mulino»; sottotitolo: «Quindicinale di informazione culturale e universitaria». Il titolo della testata viene scelto anche richiamandosi al romanzo storico di Riccardo Bacchelli, Il mulino del Po, ma più in generale lo spunto è quello di macinare idee. Il primo numero è di 8 pagine, formato 32x44 cm. Il primo direttore è Pier Luigi Contessi. I fondatori sono un gruppo di amici di scuola, nati nel 1926 e nel 1927, che poco alla volta si aprono a nuovi incontri. Con Cavazza e Contessi, Luigi Pedrazzi, Gianluigi Degli Esposti, Federico Mancini, Nicola Matteucci, Antonio Santucci. A stampare la rivista è la Poligrafici «il Resto del Carlino», il cui presidente Barbieri si lascia convincere dal giovane Cavazza all’impresa.
Successivamente i fondatori decisero di allargare il bacino dei lettori e, dopo soli 5 numeri, trasformarono il quindicinale in mensile e cambiarono il formato adottando quello tipico delle riviste. La nuova serie (la numerazione ripartì dal numero 1) fu inaugurata con il numero del novembre 1951; il Mulino assunse il sottotitolo «Rivista mensile di attualità e cultura». Nel 1955 il sottotitolo cambiò nuovamente in «Rivista mensile di cultura e di politica».
Nel 1953 iniziarono a collaborare al Mulino Gino Giugni ed Ezio Raimondi; l'anno successivo furono affiancati da Francesco Compagna e Renato Giordano; poi entrò Augusto Del Noce (rimase fino al 1973). La rivista promosse anche una serie di convegni: nei primi dieci anni ne furono organizzati cinque (furono pubblicati gli atti di quelli del 1954, il primo, del 1957, il terzo e del 1961, il quinto).
Dopo una parentesi di due anni (1959-1960), durante i quali le uscite furono 6 all'anno, nel 1961 il nuovo direttore Luigi Pedrazzi riportò il Mulino alla periodicità mensile. Nel 1970 avvenne un nuovo cambiamento e da allora (numero 207 del gennaio-febbraio 1970) al 2021 le uscite sono state bimestrali.
Dal 1962 sulla rivista appare, oltre al nome del direttore, anche quello dei membri del comitato di direzione. A conferma del carattere nazionale ormai raggiunto da il Mulino, appaiono i nomi di Luigi Amirante (Università di Ferrara), Giovanni Evangelisti, Alfonso Prandi, Giorgio Galli e infine Altiero Spinelli, che diviene con la sua autorevolezza un punto di riferimento per tutti i collaboratori.
Alla fine del 1964 il comitato di direzione rompe i rapporti con la proprietà, la Poligrafici «il Resto del Carlino». Su indicazione di Altiero Spinelli, il comitato accetta l'offerta della Poligrafici di rilevare a un prezzo equo le quote di proprietà. Così a partire dal 1º gennaio 1965 la rivista viene edita dalla casa editrice Il Mulino.
Dal 1970 il mandato del direttore della rivista ha cadenza triennale, ed è rinnovabile. Nel corso del tempo la rivista ha cambiato più volte formato e periodicità. A partire dal 2021, in occasione del settantesimo dalla fondazione, aumenta la foliazione e diviene trimestrale. Inoltre l'ultimo numero di ogni anno sarà interamente monografico.

## Le tematiche
Nata negli anni della Guerra Fredda con lo scopo di offrire una piattaforma per una cultura riformista all'epoca minoritaria, e per favorire l'incontro e il dialogo tra i liberali, le componenti più aperte e problematiche del mondo cattolico e quelle meno ideologiche della sinistra, la rivista ha fornito un contributo importante alla formazione della classe dirigente italiana. Al fondo, l'obiettivo principale di tutte le direzioni che si sono susseguite negli anni è stato quello di coniugare la difesa di principi democratico-liberali con l'attenzione per politiche in grado di promuovere uno sviluppo economico inclusivo.
A questa tradizione il Mulino resta ancorato ancora oggi, seppure in un’ottica di rinnovamento che si avverte in modo particolare in un paese come l’Italia, che ha assistito alla dissoluzione delle principali formazioni politiche che hanno fatto da perno alla ricostruzione sociale ed economica dell’Italia uscita dalla guerra. Gli interlocutori odierni del Mulino sono collocati su uno spettro che si estende dal conservatorismo liberale fino alla sinistra, e hanno un legame più tenue con le identità politiche democratico-cristiane, socialiste e liberali che per decenni hanno costituito il perno del panorama politico e parlamentare italiano.
La rivista, che esce nella tradizionale versione cartacea, trimestrale, è affiancata dal sito web, in essere dal 2009, su cui vengono pubblicati articoli e commenti ogni giorno. Sito che è stato completamente ridisegnato e ripensato nelle funzionalità a partire dall'aprile 2021.

## Rubriche
Per quel che riguarda la versione cartacea, nel 2009 è stata rivista la struttura degli argomenti, attraverso un ripensamento delle rubriche, aumentate nel corso degli anni, in modo da rendere più facile per il lettore l'individuazione del tipo di contributo che si appresta a leggere, e del tema di cui si occupa. Articoli di ampia riflessione si trovano nella rubrica “Idee” e in apertura, spesso su temi di carattere generale. Interviste a intellettuali di rilievo si affiancano a colloqui più brevi su temi specifici. Nella rubrica “Macinalibro” appaiono rassegne su temi e tendenze di particolare rilievo, specie per quel che riguarda il dibattito internazionale. Ciascun numero è contraddistinto da un blocco monografico. Un numero l'anno è interamente monografico.
La rivista è disponibile anche in ebook, sia in abbonamento sia tramite l'acquisto dei singoli numeri.

## Il sito web
Ogni giorno sul sito web vengono pubblicati contributi ad opera sia degli autori sia dei collaboratori che ruotano intorno al gruppo del Mulino. Approfondimenti, corrispondenze dall'Italia e dall'estero, commenti all'attualità politica. Tutti gli articoli pubblicati sul sito sono a consultazione gratuita.
Tutti gli articoli della rivista cartacea, dal 1997 in avanti, sono disponibili (a pagamento) in formato pdf.

## Assetto proprietario e comitato di direzione
La testata «il Mulino» è di proprietà della omonima Associazione di politica e di cultura. Ogni tre anni l'Associazione elegge tra i propri soci il Comitato di direzione della rivista e il direttore responsabile. Per il triennio 2024-2026 sono stati eletti nel Comitato di direzione Paolo Pombeni, direttore, Francesco Clementi, Maria De Paola, Claudio Giunta, Margherita Ramajoli. Successivamente sono stati cooptati nel Comitato di direzione Luca Barra e Alessandra Sardoni.

## I direttori
- Pier Luigi Contessi aprile 1951 - dicembre 1958 (fascicoli 1-86)
- Nicola Matteucci gennaio 1959 - dicembre 1960 (fascicoli 87-98)
- Luigi Pedrazzi gennaio 1961 - marzo 1965 (fascicoli 99/100-149)
- Giorgio Galli aprile 1965 - dicembre 1969 (fascicoli 150-206)
- Nicola Matteucci gennaio 1970 -dicembre 1973 (fascicoli 207-230)
- Pietro Scoppola gennaio 1974 - dicembre 1977 (fascicoli 231-254)
- Arturo Parisi gennaio 1978 - dicembre 1979 (fascicoli 255-266)
- Gianfranco Pasquino gennaio 1980 - dicembre 1983 (fascicoli 267-290)
- Nicola Matteucci gennaio 1984 - dicembre 1990 (fascicoli 291-332)
- Giovanni Evangelisti gennaio 1991 - agosto 1994 (fascicoli 333-354)
- Alessandro Cavalli settembre 1994 - dicembre 2002 (fascicoli 355-404)
- Edmondo Berselli gennaio 2003 - dicembre 2008 (fascicoli 405-440)
- Piero Ignazi gennaio 2009 - dicembre 2011 (fascicoli 441-458)
- Michele Salvati gennaio 2012 - dicembre 2017 (fascicoli 459-495)
- Mario Ricciardi, gennaio 2018 - dicembre 2023 (fascicoli 496-524)
- Paolo Pombeni, gennaio 2024 - in carica (fascicoli 525-)[1]